# Plans-séquences célèbres ou remarquables au cinéma
 (mai 2024).
- Si vous ne connaissez pas le sujet, laissez ce bandeau (vous pouvez alors contacter les auteurs).
- Si vous supprimez le contenu mis en cause (vous pouvez préalablement contacter les auteurs),

argumentez précisément cette suppression dans la page de discussion
(un manque de référence n'est pas un argument ; une recherche réelle de référence doit avoir été effectuée, être formellement documentée).
 (janvier 2020).
Si vous disposez d'ouvrages ou d'articles de référence ou si vous connaissez des sites web de qualité traitant du thème abordé ici, merci de compléter l'article en donnant les références utiles à sa vérifiabilité et en les liant à la section « Notes et références ».
Voici une liste des plans-séquences célèbres ou remarquables au cinéma.

## Ordre chronologique

### Années 1900
- La Boucle de Georgetown, Colorado sorti en 1903 comporte deux plans-séquences[1].

### Années 1920
- Dans L'Aurore (1927, Murnau), lorsque le mari s'avance à la rencontre de la femme de la nuit. Il s'agit là d'un des tout premiers plans-séquences du cinéma[2].

### Années 1930
- Dans Scarface (1932, Howard Hawks), le plan d'ouverture dure plus de deux minutes, partant d'un panneau de signalisation de carrefour en forme de croix et se terminant par le meurtre d'un baron de la pègre, au terme d'un long travelling à travers un night-club.
- « L’utilisation dramatique du plan-séquence est magistralement illustrée dès 1930 dans M le maudit, de Fritz Lang, où l’on voit les activités interlopes auxquelles se livrent les membres de la pègre au siège de leur amicale ou syndicat. La caméra, étonnamment véloce pour l'époque et curieuse, aligne l’un derrière l’autre deux plans-séquences, l’un d’une minute quarante et l’autre de quarante secondes. »
- Ninotchka (1939, Ernst Lubitsch), envoyée à Paris par le gouvernement soviétique pour superviser la vente de bijoux saisis pendant la révolution russe, rencontre le comte Léon d'Algout qui, lui, est chargé de les récupérer par leur ancienne propriétaire. Il essaie tout son charme sur la glaciale Ninotchka et réussit à rompre la glace au cours d'un long plan-séquence (coupé en deux) où il tente de la dérider en lui racontant une blague. La chute n'est pas celle attendue, le comte s'effondre de sa chaise alors que Ninotchka part d'un énorme fou-rire.
- Emploi du plan séquence par Sacha Guitry dans Faisons un rêve (1936) notamment avec une scène de monologue ininterrompue de 8 minutes.

### Années 1940
- Dans Citizen Kane, réalisé par Orson Welles en 1940, nous pouvons voir un plan-séquence au moment où la transaction pour que Kane soit mis sous la garde de Thatcher a lieu[3].
- Dans Banana Split, comédie musicale de Busby Berkeley de 1943, le film qui s'ouvre sur une scène portuaire, où un navire nommé « Brazil » débarque des produits exotiques, est le prétexte de deux plan-séquences d'une durée respectivement de quatre et deux minutes au cours desquels une unique caméra va et vient entre plusieurs groupes d'interprètes dont Carmen Miranda entourée de centaines de figurants et de trois orchestres.
- Dans Macbeth (1948, Orson Welles), toute la scène du meurtre est tournée en un plan unique de plus de dix minutes, avec de nombreux changements d'angles et de cadres, d'entrées et sorties de personnages[4].
- La Corde (Rope, 1948, Alfred Hitchcock) se déroule quasiment sans interruption, avec cependant un trucage pour passer d'une bobine à l'autre[5]. Hitchcock avait fait fabriquer des bobines spéciales pour pouvoir filmer les scènes, celles de l'époque ne permettaient de filmer qu'une dizaine de minutes.
- Dans Les Amants du Capricorne (Under Capricorn, 1949, Alfred Hitchcock).

### Années 1950
- Dans Comment l'esprit vient aux femmes, (1950, George Cukor), mémorable partie de cartes entre Harry Brock, homme d'affaires un peu crapuleux monté à Washington pour tenter de corrompre un sénateur, et sa petite amie Billie, durant laquelle le couple joue, coupe et recoupe, et se chamaille.
- Dans Othello (The Tragedy of Othello: The Moor of Venice, 1952, Orson Welles), un plan-séquence tourné sur une plage avec simplement une jeep comme tout accessoire (pour porter la caméra).
- Dans La Prisonnière du désert de John Ford (1956): la scène d'introduction (un plan-séquence relativement court de 20s avec l'ouverture de la porte)[6] et la scène de fin sont des plans-séquences[7].
- Au début de Les Sentiers de la gloire (Paths of glory, 1957, Stanley Kubrick) un travelling arrière montre un officier (George Macready) qui avance dans la tranchée et passe ses soldats en revue avant l'attaque[8].
- Dans Quand passent les cigognes (1957, Mikhaïl Kalatozov) il y a de nombreux plans-séquences notamment un au moment où l'héroïne (Tatiana Samoïlova) fend la foule pour essayer de retrouver son promis (Alexeï Batalov).
- Dans le film Douze Hommes en colère de Sidney Lumet (1957), lorsque le générique commence et tous les jurés arrivent dans la salle, et discutent de l'affaire, du temps qu'il fait, de ce qu'ils font dans leurs vies, etc. Le plan-séquence dure pratiquement sept minutes[9].
- Le début de La Soif du mal (Touch of Evil, 1958, Orson Welles), avec notamment son mouvement de grue (la caméra passe au-dessus du poste frontière de Tijuana pour suivre le trajet de la voiture), interrompu soudainement par l'explosion d'une bombe[10]. Le début de The Player (1992, Robert Altman) est un clin d'œil et une référence directe à La Soif du mal.
- Dans Les Quatre Cents coups, de François Truffaut (1959), on remarque la présence de plusieurs plans séquence, notamment un plan aérien montrant une séance de gymnastique, mais c’est surtout un travelling de plus d’une minute filmant la course d’Antoine Doinel à travers la campagne (souvent présenté comme le morceau de bravoure cinématographique du film), ainsi que le plan séquence finale montrant la fin de la course d’Antoine et son arrivée sur la plage, avec sa conclusion par un gros plan sur son visage, regard face caméra, qui marqueront les esprits.

### Années 1960
- Exodus d'Otto Preminger (1960) présente un court plan-séquence lors de la signature des papiers de l'évacuation et de l'annonce de l'évacuation des passagers du Star-David[11].
- Tempête à Washington d'Otto Preminger (1962) présente un plan-séquence durant l'un des débats. Le plan dure un peu plus d'une minute[12].
- Le Mépris, film de Jean-Luc Godard en 1963, présente deux plans-séquences :
  - Juste après le générique, où durant cinq minutes, Brigitte Bardot, nue de dos, parle de son corps avec Michel Piccoli, qui est lui aussi dans le lit[3].
  - A 1h25 minutes, un plan-séquence 4 minutes 31 secondes, dans lequel les invités, attendant de manger, comprennent que Paul Javal n'était motivé par le scénario que pour l'argent. Fritz Lang et Jack Prokosch (Jack Palance) partent pour parler du film, la traductrice les suit, Camille part faire un tour, et Paul reste tout seul[13].
- Gertrud (1964), Carl Theodor Dreyer) est composé de nombreux plans-séquences (ou « plans coulés », selon l'expression du réalisateur, du fait des mouvements de caméra). Dans une scène, un personnage officiel (le poète) rejoint l'héroïne dans un salon à l'écart de la brillante soirée où il vient d'être fêté. Dans un même plan de près de dix minutes, l'acteur doit se présenter de manière avantageuse, évoquer ses succès, puis s'épancher sur des souvenirs plus mélancoliques (sa relation manquée avec Gertrud) et tomber en larmes, soudain, pour se relever ensuite.
- Dans Soy Cuba (1964, Mikhaïl Kalatozov), qui raconte la révolution castriste à Cuba dans les années 1960, des plans-séquences sont filmés dans un grand souci d'esthétique, en particulier la scène du groupe de jazz sur l'immeuble, que la caméra quitte pour aller se noyer plus bas dans l'eau agitée d'une piscine.
- On notera également dans Soy Cuba la présence d’un plan séquence virtuose, lors d’une scène d’enterrement, ou la caméra suit une jeune femme, puis le cercueil, avant de décoller, jusqu’à se trouver à plusieurs étages eu dessus de la rue, d’exécuter un travelling latéral qui la mène dans une pièce à la fenêtre de laquelle on fait pendre le drapeau cubain. Toujours sans coupure la caméra passe alors à travers la fenêtre et survole la rue où passe le cortège funèbre.
- Les deux premiers film du polonais Jerzy Skolimowski sont essentiellement composés de plans-séquences. 39 plans au total pour Signe particulier : néant (1964) et pour Walkover (1965) 28 plans seulement dont plus d'une dizaine sont un tour de force de mise en scène de par leur longueur[14]. Dans ces deux films, Skolimowski joue lui-même le rôle principal. Les plans-séquences sont une manière d'économiser de la pellicule (en ne tournant que peu de prises, le budget étant limité) ainsi que de contrôler mise en scène sans pour autant être derrière la caméra [14]. Lors qu'il tourne ces deux films, il sort tout juste de l'école de cinéma de Łódź et n'a pas 30 ans.
- Week-end de Jean-Luc Godard (1967) utilise un plan-séquence au moment où la voiture traverse une route de campagne où se sont déroulés de nombreux accidents. Le travelling dure 9 minutes, et l'accroche du film était justement que le plan-séquence était le plus long jamais réalisé. Le réalisateur décidera néanmoins de couper en deux le plan-séquence.
- Il était une fois dans l'Ouest, de Sergio Leone, sorti en 1968: l'arrivée de Jill dans la ville fait l'objet d'un plan-séquence d'un peu plus d'une minute (26e minute du film). Peu avant, il y en a un autre d'une minute et sept secondes, montrant Jill en train de rechercher son fils sur le quai, car il devait aller la chercher. le plan s'arrête au moment où elle regarde l'horloge.
- One + One de Jean-Luc Godard est composé d'une série de plans-séquence sur les répétitions des Rolling Stones lors de la composition de Sympathy for the Devil ainsi que sur des saynètes fictives où des activistes des droits civiques préparent, dans une décharge, la révolution.
- Dans La reprise du travail aux usines Wonder (1968, Jacques Willemont). Une ouvrière crie : « Je ne rentrerai pas, non je ne rentrerai pas », « Je ne veux plus refoutre les pieds dans cette taule dégueulasse» . Autour d'elle des ouvriers s'attroupent. Les délégués syndicaux, artisans de la reprise, s'approchent et tentent de la calmer. Un étudiant de passage met de l'huile sur le feu. Il n'en fallait pas plus pour que ce plan-séquence devienne un des classiques du cinéma direct.

### Années 1970
- Dans le téléfilm Duel de Steven Spielberg (1971), lorsque le personnage principal rentre dans un bar, va aux toilettes, et ressort[15].
- Orange mécanique de Stanley Kubrick (1971): la scène d'introduction.
- La Chambre de Chantal Akerman (1972) contient un panoramique de 10min22s qui ne coupe pas[16].
- Le meurtre de David Locke (interprété par Jack Nicholson) dans Profession : reporter (Professione: reporter, 1974, Michelangelo Antonioni) : dans la dernière séquence du film, on voit David Locke allongé sur son lit, vivant ; la caméra se tourne vers la fenêtre grillagée, la traverse pour suivre une auto-école dans une cour, puis on entend un bruit de détonation, et on suit la voiture pour contourner la maison et retourner, par la porte, dans la pièce où l'on redécouvre Locke sur le même lit, désormais mort.
- Dans Phantom of the Paradise (1974, Brian De Palma) rend hommage au plan-séquence d'ouverture de La Soif du mal (1958, Orson Welles) en utilisant la technique du split-screen , et en montrant le protagoniste en train de saboter une répétition en installant un explosif sur le décor.
- Dans Les Dents de la mer de Steven Spielberg (1975): le moment où le maire tente de convaincre Brody d’abandonner l’idée d’un requin mangeur d’hommes, pour ne pas freiner l’argent gagné grâce à la journée du 4 juillet[17].
- Affreux, sales et méchants (1976, Ettore Scola) présente en plan-séquence un dialogue familial belliqueux montrant la cohabitation des nombreux habitants de la demeure.
- En route pour la gloire d'Hal Ashby (1976) contient un plan-séquence de deux minutes et quelques[18].
- Halloween: La Nuit des masques de John Carpenter (1978) présente un plan-séquence de quatre minutes en vue subjective (du point de vue de Michael Myers enfant): il s'approche de sa maison, voit un homme entrer; Michael regarde à travers une fenêtre et voit sa sœur avec le même homme, il les voit monter à l'étage, puis la lumière s'éteindre dans la chambre de sa sœur. Il décide de passer par une porte de derrière, prend un couteau dans la cuisine, voit le petit ami de sa sœur descendre, monte dans la chambre, prend un masque, tue sa sœur, redescend, ressort, et voit ses parents arriver. son père lui retire alors son masque[19].

### Années 1980
- Dans Shining (1980), Stanley Kubrick utilise le steadicam et tire profit de la fluidité des mouvements de l'appareil, par exemple lorsque le jeune Danny traverse l'hôtel sur son tricycle, lorsque Wendy est poursuivie par Jack dans l'escalier, ou durant la poursuite finale dans le labyrinthe.
- Dans Raging Bull de Martin Scorsese (1980) plan-séquence d'une minute et 34 secondes lorsque Jake LaMotta entre sur le ring[9].
- La vidéo accompagnant la chanson Mon Dieu que j'l'aime (1983) de William Sheller se présente comme un plan-séquence unique. On devine cependant divers raccords.
- Dans Le Bateau (1981, Wolfgang Petersen), la bagarre au bar de La Rochelle est tournée en plan-séquence, coupé en deux par une scène où un marin tire sur un portrait.
- Dans Ténèbres (1982, Dario Argento), la scène de l'immeuble des lesbiennes est tournée en plan-séquence, à l'aide d'une Louma
- Dans Scarface (1983, Brian De Palma), la toute fin du film est tournée en plan-séquence, lorsque Tony Montana vient de mourir, atterrissant dans sa piscine, et que son meurtrier, un des hommes de Alejandro Sosa, descend un des deux escaliers du manoir.
- Dans Nostalghia, d'Andreï Tarkovski, sorti en 1983, long plan-séquence de 9 minutes dans lequel on peut voir les différents essais d’Andreï pour réussir à faire une traversée du bain Bagno Vignoni. Il tente deux fois, n'y réussi pas. À la 3e tentative, il réussit mais meurt quelques secondes plus tard d'une crise cardiaque
- Dans Requiem pour un massacre (Idi i smotri, 1984, Elem Klimov), où l'on suit les mésaventures d'un jeune partisan dans la campagne biélorusse ravagée par les massacres nazis, on trouve de longs plans-séquences, notamment dans la scène où le village est brûlé avec ses habitants, ou encore un plan-séquence particulièrement fort visuellement sur la traversée d'un marécage par le jeune partisan.
- Brazil de Terry Gilliam (1985): deux courts plans-séquences ont lieu au moment où l'on peut voir les locaux des services centraux[20].
- La vidéo accompagnant la chanson When I Think of You (1986) de Janet Jackson se présente comme un plan-séquence unique. On devine cependant divers raccords.
- Le Sacrifice (1986, Andreï Tarkovski) s'ouvre par un plan-séquence de neuf minutes et vingt six secondes, incluant plusieurs acteurs et de nombreux déplacements de caméra. La dernière scène du film est célèbre car il s'agit d'un plan-séquence extrêmement complexe de cinq minutes cinquante au cours duquel Alexander, le personnage principal du film, met le feu à la maison et la regarde se consumer. Une panne de caméra lors de la première prise força l'équipe à reconstruire la maison pour réaliser une deuxième prise.
- Les Incorruptibles de Brian de Palma, réalisé en 1987: le moment où l'un des fifres d'Al Capone tente de tuer Jimmy Malone (Sean Connery), mais celui-ci, au moment où l'assaillant allait le tuer, sort un fusil. d'ailleurs, la caméra est en plan subjectif tout le long.
- Radio Days de Woody Allen (1987): le moment où l'annonce de la chute de Polly Phelps dans le puits est annoncé à la radio. Plusieurs membres de la famille dansent, Joe se fait poursuivre par son père à travers la maison, il se fait attraper et installé sur la chaise. Il reçoit un châtiment corporel, et l'annonce est faite. La caméra s'approche alors du père de Joe[21].
- Once more (1988, Paul Vecchiali) est composé de 10 plans-séquences, chacun correspondant à une journée dans la vie des personnages sur une décennie. La journée en question est l'anniversaire de la fille du protagoniste principal.
- le générique de Men in Black est un plan séquence où l’on suit une libellule.

### Années 1990
- Les Affranchis (1990, Martin Scorsese) contient plusieurs plans-séquences, dont le fameux de trois minutes en extérieur puis en intérieur, où le personnage principal emmène son amoureuse au Copacabana en la faisant passer par les cuisines et en distribuant des pourboires à tous ceux qu'ils croisent.
- Le Bûcher des vanités (1990, Brian de Palma) s'ouvre sur un plan-séquence de près de cinq minutes qui suit l'arrivée en coulisse de Peter Fallow (Bruce Willis) depuis le garage dans les couloirs en voiture de golf à travers les cuisines, puis une montée dans un ascenseur pour finir dans le hall où il est attendu par une horde de journalistes.
- The Player (1992, Robert Altman) débute par un plan-séquence d'environ huit minutes, au cours duquel le réalisateur expose à la fois le contexte de son intrigue et le discours cynique qu'il porte sur Hollywood, où la caméra s'intéresse successivement à plusieurs conversations entre gens du cinéma, et notamment à une conversation au cours de laquelle il est justement question de plans-séquences.
- Dans le film À toute épreuve (1992), John Woo utilise un long plan-séquence (plusieurs minutes) lors de la fusillade dans l'hôpital. On suit ainsi le personnage interprété par Chow Yun-fat tout au long de la scène, qui se déroule sur plusieurs étages (la caméra le suit lorsqu'il prend l'ascenseur). Il s'agit en fait de deux plans-séquences successifs car il y a une coupe au milieu de la scène.
- La fin de Principio y fin (1993, Arturo Ripstein) montre une montée d'escalier dans un hôtel de passe avec comme fond musical La Valse des nuls des Tambours du Bronx.
- Dans 71 Fragments d'une chronologie du hasard (71 Fragmente einer Chronologie des Zufalls, 1994), Michael Haneke filme pendant plusieurs minutes, en plan fixe, un des protagonistes en train de renvoyer des balles de ping-pong expédiées par un robot d'entraînement ; cette scène insupportablement longue met en avant la relation conflictuelle du personnage avec les machines (un des ressorts du film).
- L'Impasse (Carlito's Way, 1993), de Brian de Palma, montre à la fin une scène filmée en plan-séquence au Grand Central Terminal de New York, où Carlito Brigante (Al Pacino) tente de semer les mafieux qui le traquent à travers les couloirs et les escalators.
- Dans Pulp Fiction (1994), Quentin Tarantino suit à plusieurs reprises ses personnages de dos pendant quelques minutes, comme Butch à la recherche de sa montre qui va traverser un terrain vague et quelques habitations, ou encore Vincent Vega qui découvre avec le spectateur le restaurant Jack Rabbits Slims.
- Le début de Forrest Gump (1994) est réalisé en plan-séquence, lorsque la caméra suit la plume d'oiseau avant d'atterrir sur la chaussure de Forrest qui attend le bus[22].
- Dans Casino de Martin Scorsese (1995), plusieurs plans-séquences se suivent durant trois minutes[23].
- Dans Memories (1995, Katsuhiro Ôtomo), la troisième histoire, Cannon Fodder, est entièrement réalisée en un seul plan-séquence de 22 minutes.
- Dans le film La Haine de Mathieu Kassovitz (1995), il y a un cours plan-séquence d'à peu près deux minutes (situé à la douzième minute du film). Nous suivons d'abord plusieurs policiers qui croisent les trois personnages principaux, la caméra suit alors Vinz, Saïd et Hubert, ils s'arrêtent alors pour entendre un bruit de moto, la caméra les dépasse, puis ils continuent de parler. À un moment, Hubert se sépare du groupe pour aller vendre quelque chose, puis revient, et ils entrent dans un immeuble avec une vitre cassée (dû aux émeutes de la nuit).
- Birdcage de Mike Nichols (1996) contient un cours plan-séquence à travers le club au début, durant pratiquement deux minutes. le plan au-dessus de la mer a été filmé à l'aide d'un hélicoptère[24].
- Jackie Brown (1997, Quentin Tarantino) commence par un plan-séquence où Jackie Brown, jouée par Pam Grier, est sur un tapis roulant dans un aéroport. La caméra avance à la même vitesse que le tapis et Jackie Brown reste donc immobile par rapport au cadre, seul le décor bouge. Cette scène est en fait une reprise de la scène d'introduction du film Le Lauréat (The Graduate, 1967, Mike Nichols), avec Dustin Hoffman.
- Boogie Nights (1997, Paul Thomas Anderson) contient de nombreux plans-séquences, notamment au début dans la scène de la discothèque. Dans l'un d'entre eux, la caméra plonge même sous l'eau pour accompagner un personnage lors d'une réception festive, hommage au célèbre plan-séquence de Soy Cuba (1964, Mikhaïl Kalatozov).
- Snake Eyes (1998, Brian De Palma) commence par un « faux » plan-séquence d'environ 13 minutes, tourné en plusieurs fois et raccordé par traitement numérique[25].
- Dans Magnolia (1999, Paul Thomas Anderson), lorsque le petit génie entre dans le studio de télévision et traverse les couloirs jusqu'au plateau télé.
- Fight Club de David Fincher (1999), un court plan-séquence de 45 secondes a lieu quand Tyler et le narrateur entrent dans le bar après avoir trouvé le nom du club[26].
- Sixième Sens de M. Night Shyamalan (1999): la scène dans le restaurant, où Malcolm Crowe tente de parler à sa femme[27].

### Années 2000
Au cours des années 2000, le plan-séquence s'est développé grâce à l'arrivée du numérique qui facilite les tournages (coût de la pellicule, capacité de tournage étendue avec la fin de la limitation de durée de la pellicule, caméras plus légères, retouches numériques possibles en post-production).
- Timecode (2000, Mike Figgis) est composé de quatre plans-séquences couvrant chacun la totalité du film (environ 90 minutes) ; ils apparaissent simultanément à l'écran grâce au split screen en quatre parties de même taille[29].
- Code Inconnu (2000, Michael Haneke) n'est composé que de plans-séquences. La 2e scène du film (constituée d'un plan de 8 minutes 30 secondes) a été tourné sur l'Avenue de La Motte-Picquet à Paris avec 200 figurants et les 4 personnages principaux du film. Michael Haneke raconte dans Michael Haneke : Profession réalisateur que cette scène a nécessité 28 prises et que c'est la dernière qui a été choisie.
- Dans le film Charlie et ses drôles de dames de McG (2000) un plan-séquence de 2min 52s montre une des espionnes maîtriser sa victime dans un avion, puis sauter en-dehors de celui-ci[30].
- Les Harmonies Werckmeister (2001, Béla Tarr). Le début du film commence par un long plan-séquence de 10 minutes, on y voit des personnages faisant une danse assez énigmatique dans une taverne.
- Panic Room (2002, David Fincher) contient des plans-séquences avec des mouvements de caméra improbables (par exemple passant à travers l'anse d'une cafetière)[31].
- Le film L'Arche russe (Russkij kovcheg, 2002, Alexandre Sokourov) consiste en un unique long plan-séquence de 96 minutes. Pour effectuer ce tour de force, le réalisateur a utilisé du matériel vidéo numérique qui offre une capacité d'enregistrement plus longue que la pellicule. Il est longtemps resté le plus long plan-séquence de cinéma jamais tourné.
- Gangs of New York (2002, Martin Scorsese) contient un plan-séquence à la 71e minute qui illustre le débarquement des immigrés Irlandais, puis leur inscription dans les rangs américains pour la guerre de Sécession, puis leur embarquement dans un navire de l'armée qui se vide des cercueils des soldats.
- Irréversible (2002, Gaspar Noé) est composé de douze plans-séquences, chacun se terminant par un effet de caméra pour raccorder, plutôt artificiellement (avec un néon, par exemple), avec le suivant, situé quelques heures plus tôt. La plupart des plans-séquences utilisent des trucages numériques, mais plutôt pour effacer des ombres de caméras ou de perche. Mais le plus célèbre reste la scène de viol du personnage principal, joué par Monica Bellucci, neuf minutes réalisées, cette fois, sans aucun raccord[32].
- Elephant (2003, Gus Van Sant) film ayant reçu la Palme d'or à Cannes en 2003, est fait presque exclusivement de plans-séquences.
- Old Boy (2003, Park Chan-Wook) comporte une scène de combat en plan-séquence, où l'anti-héros se bat à mains nues, seul contre 20 assaillants[33].
- Dans Kill Bill (2003, Quentin Tarantino), « La mariée » est accoudée au bar du restaurant, et lorsque le groupe commence son 2e titre, un fabuleux plan-séquence se met en place[34].
- Dans Exils (2004, Tony Gatlif), toute la scène de « transe » est un plan séquence de plus de 10 minutes où le caméraman se déplace autour du couple (Romain Duris et Lubna Azabal) parmi les musiciens.
- Dans Shaun of the Dead (2004, Edgar Wright), deux plans-séquences suivent Simon Pegg jusqu'à l'épicerie. Le premier avant l'invasion des zombies, et le deuxième après.
- Breaking News (2004, Johnnie To) s'ouvre sur un plan-séquence très fluide de plus de six minutes.
- Dans Le Pôle express (2004, Robert Zemeckis), la "caméra" (il s'agit d'un film d'animation réalisé en 3D) montre les péripéties d'un billet de train qui s'est échappé du train à cause du vent et tout le voyage que va effectuer ce billet dans la nature enneigée avant de retourner naturellement à son point de départ, dans le même wagon.
- Harry Potter et le prisonnier d'Azkaban d'Alfonso Cuarón (2004) : plan-séquence d'1 minute et quelques quand Harry revoit les Weasley, et quand le père de Ron lui demande s'il connaît des choses sur Sirius Black[35].
- La Guerre des mondes (2005, Steven Spielberg) offre un étonnant plan-séquence autour d'une fuite en voiture.
- Dans Serenity (2005, Joss Whedon), un long plan-séquence de 5 minutes suit Malcolm à travers le vaisseau pendant qu'il rencontre un à un les membres de l'équipage.
- Dans Doom (2005, Andrzej Bartkowiak), le plan-séquence était le plan le plus attendu[36], parce que ce film est basé sur le jeu vidéo du même nom.
- Orgueil et Préjugés (2005, Joe Wright) comporte un plan-séquence lors du bal à Netherfield : il permet de voir toute une série d'anecdotes concernant les personnages principaux du film, à travers le décor somptueux de Basildon Park.
- A History of Violence (2005, David Cronenberg) commence avec le plan-séquence d'un motel, extrêmement lent, donnant une lourde tension à la scène.
- Star Wars, épisode III: La Revanche des Sith de George Lucas (2005) s'ouvre sur un plan-séquence d'un peu plus d'une minute, durant la Bataille de Coruscant[37].
- Lord of War (2006, Andrew Niccol) s'ouvre sur un faux plan-séquence (en réalité, plusieurs plans astucieusement raccordés) retraçant, en vue subjective,la fabrication, le transport et la fin de « la vie » d'une balle de Kalachnikov.
- Dans L'Honneur du dragon (2006, Prachya Pinkaew), Tony Jaa rentre dans un restaurant en neutralisant les ennemis un à un, en montant les étages, suivi de dos par le spectateur, comme dans un jeu vidéo, grâce au steadicam.
- Les Fils de l'homme (Children of men, 2006, Alfonso Cuarón) est rempli de plans-séquences dans une ambiance de chaos, dans un Royaume-Uni coupé du monde et en proie à la violence, dont ceux d'une scène se déroulant d'une attaque de voiture par des bandes armées et un autre dans un immeuble assiégé par les forces militaires, plan qui dure plus de 6 minutes[38] et qui s'insère à la suite d'un autre plan-séquence aux abords de l'immeuble. Il est intéressant de souligner que la coupe entre les deux plans-séquences est discrètement soulignée, alors que le protagoniste vient d'entrer dans l'immeuble, par la disparition en fondu des gouttes de sang ayant prétendument aspergé l'objectif lors de la course-poursuite.
- Dans Battlestar Galactica 2006, les premières scènes à bord du Battlestar Galactica forment un plan-séquence de près de 3 minutes et demie.
- Dans La Môme (2007), Olivier Dahan utilise à plusieurs reprises le plan-séquence, notamment lorsque le spectateur découvre l'appartement New-yorkais de Piaf (interprétée par Marion Cotillard) ou lorsque celle-ci apprend la mort de son amant.
- Dans Le Nombre 23 (2007, Joel Schumacher), le plan-séquence représente la jeunesse du détective Fingerling.
- Dans Boulevard de la mort (2007, Quentin Tarantino), un des deux films de Grindhouse, à la 72e minute, les quatre filles héroïnes de la dernière moitié du film discutent et rient autour d'une table pendant plus de sept minutes.
- Dans Reviens-moi (2007, Joe Wright), on peut voir un plan-séquence de 5 minutes illustrant la bataille de Dunkerque, ou plus précisément les conditions d'attente d'évacuation de soldats britanniques sur la plage[39]. Ce plan a nécessité près de 2000 figurants[40].
- Dans 4 Mois, 3 semaines, 2 jours (2007, Cristian Mungiu), de nombreux plans-séquences durant tout le film permettent au spectateur de mieux cerner la durée de l'action et la dureté des péripéties que traversent les deux héroïnes. Palme d'or au festival de Cannes 2007.
- Dans Death Sentence (2008, James Wan), Kevin Bacon est traqué pendant plus de cinq minutes dans un parking, la caméra le suivant de dos avant de descendre de quelques étages pourvoir ses poursuivants et de remonter.
- PVC-1 (en) de Spiros Stathoulopoulos (en), film en plan-séquence unique de 85 minutes.
- Dans Soyez sympas, rembobinez (2008), Michel Gondry utilise le plan-séquence - sa spécialité, pour montrer dans un délirant travelling de 5 minutes les différents films suédés des deux protagonistes, de King Kong à 2001, l'Odyssée de l'espace.
- Dans Rec (2008, Jaume Balagueró, Paco Plaza), de nombreux plans-séquences en caméra-épaule.
- Dans JCVD (2008, Mabrouk El Mechri), Jean-Claude Van Damme réalise deux plans-séquences étonnants : une scène de combat de 3 minutes au tout début du film, et plus tard un monologue de 7 minutes[33].
- Dans Hunger (2008, Steve McQueen), un plan-séquence de 16 minutes, fixe, à contre jour, montrant une discussion entre le révolté Bobby Sands (Michael Fassbender) et le prêtre (Liam Cunningham), a été très remarqué, notamment par le fait qu'il contrebalance la violence des plans précédents du film, montrant la répression d'une émeute de l'I.R.A par la police dans la prison de Maze.
- Cloverfield, de Matt Reeves, sorti en 2008, contient de nombreux plans-séquences. Ceci est facilité par le type de film, puisqu'il est présenté sous la forme d'un found footage.

### Années 2010
- Mystères de Lisbonne (2010, Raoul Ruiz) offre 4 h 26 de nombreux plans-séquences successifs pour marquer l'aspect romanesque[41].
- Le premier épisode de la Saison 7 de The Office (2010), Le Stagiaire, commence avec un plan-séquence d'un peu plus de deux minutes, dans lequel nous suivons les différents personnages dans les locaux de la firme avec le son de la musique Nobody But Me, des Human Beinz. Ironiquement, le seul personnage à ne pas apparaître (outre les personnages de l'entrepôt) est Toby, qui filme le plan-séquence avec sa caméra.
- Dans Le Livre d'Eli (2010, Albert et Allen Hughes), à la 78e minute, Eli (Denzel Washington), la fille et le couple de personnes âgées sont attaqués par les hommes de Carnegie (Gary Oldman). La caméra voyage en cercle entre les deux groupes antagonistes.
- Dans le film argentin Dans ses yeux (El secreto de sus ojos, 2010, Juan José Campanella), la scène au stade de foot, de la vue aérienne à l'arrestation du suspect sur le terrain, est un unique plan (monté grâce à des moyens technologiques en post-production).
- Le film Les Petits Mouchoirs (2010, Guillaume Canet) commence par un long plan-séquence où l'on suit Jean Dujardin dans une discothèque, à l'extérieur, puis sur sa moto, jusqu'à son accident.
- Le film argentin The Silent House (La Casa Muda, 2011, Gustavo Hernández), à l'instar de L'Arche russe (Russkijkovcheg, 2002, Alexandre Sokourov), est un plan-séquence qui couvre l'intégralité du métrage (90 min), filmé avec un Canon 5D mark II[réf. souhaitée].
- Sucker Punch (2011, Zack Snyder) : la scène ou les protagonistes entrent dans un wagon de train.
- Dans L'Ordre et la Morale (2011, Mathieu Kassovitz), l'assaut de la grotte d'Ouvéa est un plan-séquence de plusieurs minutes.
- Dans The Flowers of War (2011, Zhang Yimou), un plan-séquence suit la fuite dans un immeuble de deux jeunes femmes qui cherchent à sauver leur peau, et finissent par se jeter à l'eau d'un second étage.
- Le film Le Cheval de Turin (2011, Béla Tarr) contient une succession de longs plans-séquences, le plus souvent silencieux, qui accompagnent le trio formé par le cheval, son cocher, et la fille de celui-ci, dans leur descente progressive vers un mystérieux néant.
- Le film Hugo Cabret (2011, Martin Scorsese) commence par un plan aérien de la ville de Paris. La caméra survole les quais de la gare de Paris-Montparnasse et traverse toute la gare. Le plan-séquence se termine par un gros plan sur le visage d'Hugo. Le film se termine également par un plan-séquence.
- Le film Silent House (2012, Chris Kentis et Laura Lau), remake du film argentin The Silent House, donne l'impression d'être tourné en un unique plan-séquence. C'est en fait un « faux » plan-séquence, composé de prises longues de 12 minutes.
- Dans Avengers (2012, Joss Whedon), un plan-séquence parcourt la ville au cours de la bataille finale pour nous montrer les différents héros en action contre les envahisseurs.
- Jason Bourne: L'Héritage de Tony Gilroy (2012) : court plan-séquence de 14 secondes où l'on voit Jeremy Renner escalader une maison, pénétrer dedans, et tuer quelqu'un[42].
- Dans le film The Master de Paul Thomas Anderson (2012), il y a un plan-séquence d'1min 36s[43].
- Dans The Place Beyond the Pines de Derek Cianfrance (2012): durant 3 minutes et 31 secondes, nous voyons Ryan Gosling faire des tours avec son couteau, mettre des habits tout en sortant de ses loges situés dans un cirque, aller sous un chapiteau où il monte sur une moto, puis faire, avec deux concurrents, des tours de moto dans une boule géante[44].
- Dans la série 19-2 (2013), le premier épisode de la saison 2, commence avec un plan-séquence de pratiquement 13 minutes, qui se déroule dans une école, où une fusillade a lieu.
- Il est difficile d'être un dieu (Трудно быть богом, Trudno byt' bogom - 2013, Alexeï Guerman), voix off, noir et blanc, prédominance du plan-séquence sur des décors évoquant Peter Breughel et Jérôme Bosch, le récit a une importance secondaire. Il y a plusieurs actions qui se produisent en même temps à différents niveaux. La caméra est toujours en mouvement et tient lieu de point de vue subjectif.
- Mama (2013, Andrés Muschietti) réitère le plan-séquence du court métrage du même nom au sein du long métrage.
- Dans 12 Years a Slave (2013, Steve McQueen), Solomon (Chiwetel Ejiofor) est pendu à un arbre pendant que d'autres personnes continuent leurs activités quotidiennes en arrière-plan. La caméra est immobile durant ce long plan.
- Gravity (2013, Alfonso Cuarón) comporte de très nombreux plans-séquences dans l'espace. Le plus long, d'une durée de dix-sept minutes, se situe au début du film.
- Dans Le Loup de Wall Street de Martin Scorsese (2013), un plan-séquence de 51 secondes nous montre les avocats dans une salle hyper ventilée et Jordan Belfort (Leonardo DiCaprio) nous expliquer ce qu'est une introduction en bourse, avant de dire que ce n'est pas du tout légal de faire ça[45].
- Dans Kingsman : Services secrets, la scène où Harry Hart se bat dans une église contre plusieurs dizaines de personnes, est composée de trois plans séquences, entrecoupés de plans montrant les témoins observant la scène via une caméra.
- Dans Non-Stop (2014, Jaume Collet-Serra) la scène où le marshal Bill Marks (Liam Neeson) interroge des suspects dans l'avion est un plan-séquence.

- Birdman (2014, Alejandro González Iñárritu) est tourné entièrement comme un « faux » plan-séquence s'étalant sur plusieurs jours. Le film comporte le plus long « faux » plan-séquence en cinéma [46]. Le film ayant comme sujet des répétitions avant une première au théâtre, le dispositif du plan-séquence inverse l'expérience que font actuellement les spectateurs de théâtre et de cinéma : ici on ne voit que des bouts morcelés de la pièce de théâtre tandis que c'est le film qui paraît avoir été fait "d'un seul geste".
- Victoria (2015, Sebastian Schipper) est lui aussi constitué d'un seul plan-séquence, réellement fait en une seule prise cette fois, long de 134 minutes. À sa sortie, c'est le plus long plan-séquence jamais réalisé.
- Annabelle (2014, John R. Leonetti), compte de nombreux plan-séquence dont de la scène d’agression du couple par les satanistes au début du film et un dans un ascenseur lorsque le personnage d'Annabelle Wallis est « piégée » par un démon.
- Dans la série Banshee (2013, créée par Jonathan Tropper, David Schickler) on peut voir une course poursuite filmé en un « faux » plan-séquence dans l'épisode Behod a Pale Rider (saison 1, épisode 7) mêlant fusillade, accident de voiture et course à pied.
- Dans la série True Detective (2014, Nic Pizzolatto), l'épisode Who goes there (saison 1, épisode 4) se termine par un plan-séquence de 6 minutes.
- Appel inconnu (El desconocido 2015, Dani de la Torre) compte de nombreux plan-séquence dont deux notables : un au steadycam qui suit le personnage joué par Elvira Mínguez pendant plusieurs minutes et un à la voiture travelling doté d'une grue.
- Dans la série, Daredevil (2015, créée par Drew Goddard ) on peut voir dans l'épisode Cut Man, un plan-séquence de trois minutes filmé en travelling avant et arrière, durant lequel Daredevil se débarrasse de mafieux « à la solde » de Wilson Fisk.
- Avengers : L'Ère d'Ultron (2015, Joss Whedon). Le film débute par un plan-séquence, mettant les Avengers en action. Faisant directement écho à son équivalent du premier film, il se conclut par une frappe commune de tous les héros, alignés à l'écran.
- Dans Jurassic World (2015, Colin Trevorrow), le combat final entre les différents dinosaures se termine par un plan-séquence.
- Dans Dheepan (2015, Jacques Audiard), la scène qui voit le personnage principal monter un escalier de service tout en neutralisant ses assaillants est tournée en un plan-séquence, centré sur ses pas.
- 007 Spectre (2015, Sam Mendes) Le film débute par un plan-séquence de 5 minutes, commençant dans une rue de Mexico à 5 mètres de haut, se poursuivant dans la foule, un ascenseur, une chambre d'hôtel puis les toits surplombant la rue où il débuta.
- The Revenant (2015, Alejandro González Iñárritu) compte de nombreux plans-séquences et quasi plans-séquences (cf : long plan).
- Le Fils de Saul (2015, László Nemes) est une succession de plans-séquences qui participent à l'immersion du spectateur. Le premier en particulier « donne les règles, non seulement de l'environnement mais aussi du personnage. Et en plus, on donne les règles de la réalisation » (László Nemes)[47].
- Too Late (2015, Dennis Hauck) est un film noir structuré en cinq parties, chacune intégralement en plan-séquence.
- Dans Creed : L'Héritage de Rocky Balboa (2016, Ryan Coogler), le premier combat professionnel d'Adonis (Michael B. Jordan) est filmé en un unique plan-séquence de plusieurs minutes.
- Dans San Andreas (2015), lorsque l'immeuble s'effondre, il y a un plan-séquence d'un peu plus de 3 minutes[48].
- Dans La Chute de Londres (2016, Babak Najafi) on peut voir un faux plan-séquence durant une fusillade entre Gerard Butler et des terroristes lorsque ce dernier tente une percée, aidé par des Navy Seals en direction d'un immeuble où est retenu le président.
- Dans Batman v Superman : L'Aube de la justice (2016, Zack Snyder), pendant la scène du rêve cauchemardesque de Batman où ce dernier se retrouve dans un monde post-apocalyptique à la Mad Max avec Superman qui règne en despote, on peut voir un plan-séquence avec Batman qui affronte la milice de Superman dans une scène de combat.
- Le film Kaili Blues de Bi Gan sorti en 2016 contient un plan-séquence de 41 minutes, durant lequel le personnage se rend dans la ville de Kaili, s'y promène, puis s'en va. Durant celui-ci, la caméra suit successivement plusieurs personnages (dont une jeune femme qui souhaite devenir guide touristique, avec qui le spectateur traverse la rivière et assiste à un « concert »).
- Le film Unreal, documentaire sportif sur le monde du VTT, réalisé par Anthill Films, montre dans la part de Brendan Semenuk un extraordinaire plan-séquence tourné en 4K de 4 minutes montrant et suivant les évolutions aériennes du pilote tout au long d'une descente en montagne. Le suivi de l'action ayant été confié à un ingénieux système liant 4x4 et caméra ultra-haute définition gyro-stabilisée GSS C520. Il a fallu un mois aux réalisateurs afin de construire la piste adéquate tant pour le pilote que pour le pick-up[49].
- La La Land, de Damien Chazelle, en 2016, contient un plan-séquence au début du film, long d'à peu près 4min20s, où, sur l'autoroute, des gens se mettent à danser sur la chanson Another Day Of Sun.
- Dans le huitième épisode de la deuxième saison de Better Call Saul (2016) l'introduction est un plan-séquence de 4min et quelques où nous voyons des camions transportant de la drogue, traverser la frontière du Mexique[50].
- Le film  Lost in London (2017) de Woody Harrelson  est un film tourné en plan-séquences et projeté en direct dans plusieurs cinéma, le premier du genre[51].
- Le film Bushwick (2017) de Jonathan Milott et Cary Murnion est présenté comme un unique plan-séquence. Des coupes « invisibles » sont cependant présentes.
- Le film La Belle et la Meute (2017) de Kaouther Ben Hania est réalisé en neuf plans-séquences.
- Dans Atomic Blonde (2017, David Leitch), un plan-séquence de 7 min 30 s suit Charlize Theron dans une longue scène de combat dans un escalier.
- Au milieu du film Three Billboards : Les Panneaux de la vengeance (2017, Martin McDonagh), un plan-séquence suit Sam Rockwell pendant presque deux minutes. La scène violente débute à sa sortie du bureau de police pour finir à son retour sur la musique His Master's Voice du groupe Monsters of Folk.
- Dans la série Mr. Robot (2017, Sam Esmail), l'épisode 5 de la saison 3 3rr3ur_d'3x3cuti0n.r00 (Eps3.4_runtime-err0r.r00) est monté comme un unique plan-séquence de 40 minutes, en réalité coupé discrètement à plusieurs reprises.
- Un grand voyage vers la nuit (2018) de Bi Gan se divise en deux parties, dont la seconde est constituée d'un unique plan-séquence d'une heure tourné en 3D[52].
- Dans le sixième épisode de la saison 17 des Griffin (2018), un court plan-séquence de 40 secondes recopie celui présenté dans Les Affranchis, avec Chris qui entre dans sa nouvelle école, en se faisant saluer par toute l'équipe, en se faisant apporter une table, avec la même musique que celle du film.
- Dans le sixième épisode de la série The Haunting of Hill House (2018), tout est basé sur trois plans-séquences différents, avec certaines coupes cachées[53].
- 1917 (2019) de Sam Mendes se compose de deux faux plans-séquences séparés par un plan noir de plusieurs secondes[54].
- Madre (2019) de Rodrigo Sorogoyen s'ouvre sur un long plan-séquence d'une femme assistant par téléphone à l'enlèvement de son enfant en direct.
- La série L'Effondrement (2019) ne contient que des épisodes en plans-séquences[55],[56],[57],[58],[59],[60],[61],[62].
- La série My Country: The New Age (2019) : plan-séquence durant la bataille dans l'épisode 3.

### Années 2020
- Deux minutes plus tard (2020). Film tourné en un unique plan-séquence[63] (sauf la courte scène avant le titre).
- Tyler Rake (2020). À la 35e minute commence un plan séquence d'environ 11 minutes débutant par une course poursuite en voiture, se poursuivant par une traque dans un immeuble et se finissant par une nouvelle course poursuite en camion.
- One Shot (2021). Film en un unique faux plan-séquence.
- The Chef de Philip Barantini (2021). Film comprenant un unique plan-séquence de 1 h 34 min.
- Mourir peut attendre de Cary Joji Fukunaga (2021) comporte un plan-séquence dans une cage d'escalier, vers la fin.
- Années 20 (2021) d'Élisabeth Vogler. Film tourné post-confinement lié au Covid-19, en un seul plan-séquence dans Paris suivant plusieurs personnages[64].
- Annette de Leos Carax, en 2021, présente un plan-séquence de trois minutes et une seconde, avec la chanson May We Start des Sparks, et les personnages arrivent les uns après les autres, et chantent avec le groupe. Le plan-séquence se termine au moment où tout le monde se sépare pour rentrer chez soi.
- Dans Babylon (2022), il y a deux plans-séquences, relativement courts :
  - Le premier arrive à la 5e minute, et présente l'orgie qui se déroule dans la maison, la caméra suit Manny à travers celle-ci. Le plan-séquence dure un peu plus d'une minute
  - Le deuxième se déroule vers la fin, au moment du suicide de Jack Conrad (Brad Pitt). Celui-ci se lève de sa chaise, chuchote à sa femme qu'il va chercher des cigares, il monte des escaliers où il rencontre un groom à qui il donne un gros pourboire en lui disant que le futur est entre ses mains, il arrive à son étage, entre dans sa chambre en laissant la porte entre ouverte, on le voit alors dans la salle de bains avec une arme. On entend alors l'arme être chargée, puis la balle être tirée. Une flaque de sang apparaît sur le mur. Le plan-séquence ne dure que deux minutes et deux secondes
- Athena (2022) de Romain Gavras. Scène d'introduction tournée dans un plan-séquence de plus de onze minutes[65].
- Carter (2022) de Jeong Byeong-gil. Tout le film est présenté comme un seul plan-séquence. Toutes les scènes d'action ont été filmées en une seule prise[66].
- Couleurs de l'incendie (2022) de Clovis Cornillac. Les quatre premières minutes du film démarre sur un plan séquence où les personnages cherchent le dénommé et jeune, Paul.
- Tár, de Todd Field, sorti en 2022, présente deux plans-séquences :
  - Un plan-séquence de 10 minutes et 25 secondes, durant le cours à la Juilliard School, où la cheffe d'orchestre critique un élève qui dit qu'il ne s'intéresse pas à la musique de Bach car celui-ci était réputé pour sa misogynie. le plan-séquence se termine au moment où il quitte la salle, furieux.
  - Ensuite au moment où Tár se dispute avec sa femme sur une possible liaison avec une de ses musiciennes. Celui-ci dure 2min39.
- Coupez ! (2022) de Michel Hazanavicius
- Assemblage (2024) de Sofiene Mamdi. Film tourné en un unique plan-séquence de 1h 32 min.
- The Fall Guy (2024) de David Leitch, présente un plan-séquence de 4min08s au début[67].
- Better Man (2024). La séquence de Rock DJ est une chorégraphie ininterrompue sur Regent Street[68].
- Dans L'Amour Ouf de Gilles Lellouche (2024), il y a deux plans séquences:
  - Le premier intervient à la 5ème minute, et dure une minute (lorsque Clotaire court à travers sa maison pour échapper à son frère et à son père);
  - Le deuxième intervient au moment de la boite de nuit vers 1h30, et dure trois minutes.
- La mini-série Adolescence (2025) de Philip Barantini, est composé de 4 épisodes, tous des plans-séquences[69].

## Courts-métrages
- C'était un rendez-vous (1976, Claude Lelouch) montre une traversée de Paris à grande vitesse, réalisée en un seul plan-séquence filmé depuis l'avant d'une voiture, du périphérique à la basilique du Sacré Cœur à Montmartre.
- Aligato (2003, Maka Sidibé) est un court métrage de 11 minutes réalisé entièrement en plan-séquence, narrant une demande au mariage qui tourne mal.
- Onze (2006, Etienne Perrin) est un court-métrage de 9 minutes réalisé entièrement en plan-séquence, le tout traitant des attentats du 11 septembre 2001.
- The Sniper At The Gates Of Heaven (2008), de Thibault Turcas.Ce court-métrage ne comporte qu'un seul plan de 7 minutes où l'on voit le déroulement d'une course poursuite violente, où le personnage principal joué par Ivan Le Jan tue tous ses poursuivants.
- Mamá (2008, Andrés Muschietti) est un court métrage de 3 minutes 15 entièrement réalisé en plan séquence (au steadycam) narrant la tentative de fuite de Victoria et Lili lorsque leur "Mamá" rentre à la maison. Le long-métrage Mama du même réalisateur en est une adaptation.
- Fan de Shakespeare (2012), de Laurent Ferraro et Matthias Castegnaro, est un court métrage de 3 minutes environ réalisé en plan-séquence dans lequel une bande improbable tente de jouer la pièce de William Shakespeare, Hamlet.
- One Shot (2014) de Yoan Hébert, produit par Nos d'Arts. Ce court-métrage est un plan-séquence de 30 minutes revisitant 6 genres cinématographiques au travers du suivi d'un personnage dans un hôtel.
- Sweet Home Jacking (2015), de Johan Amselem, débute par un plan-séquence de près de 4 minutes : la caméra se balade dans un appartement où se déroule une soirée qui dégénère.
- La Plage de Keren Ben Rafael, produit par Palikao Films, 2015. Ce court métrage est un plan séquence de 19 minutes traitant de l'indifférence des gens sur une plage face au drame qui se déroule à quelques mètres d'eux. Tourné à l'aide d'un stabilisateur gyroscopique.
- Mass (2019, Fu Le), produit par Famous production, 2019. Ce court-métrage est un plan séquence chorégraphique de 10 minutes confrontant un individu à des mouvements de foule. Tourné au steadycam.

### Articles et catégories connexes
- Glossaire du cinéma
- Fiction en temps réel
- Catégorie:Film en un seul plan-séquence